# Le Poujol-sur-Orb

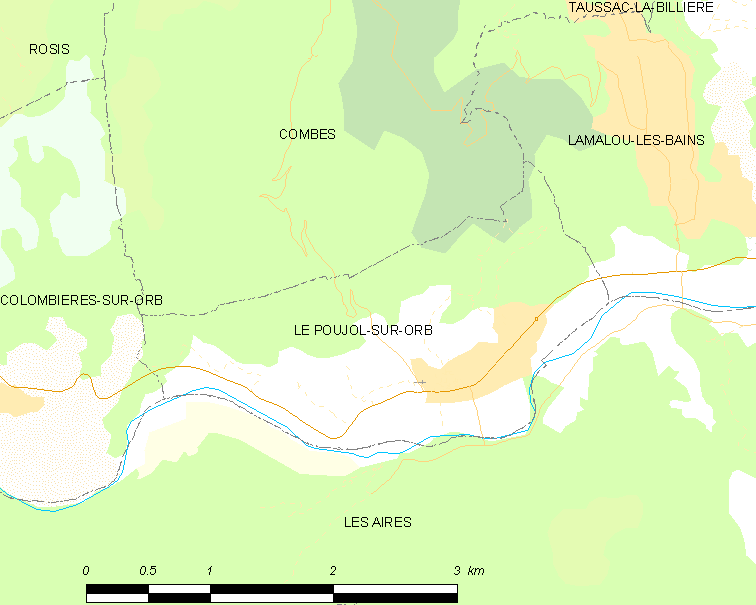
Mapa

 Le Poujol-sur-Orb  es una población y comuna francesa, situada en la región de Occitania, departamento de Hérault, en el distrito de Béziers y cantón de Clermont-l'Hérault.

## Demografía
| 867 | 876 | 826 | 825 | 905 | 890 | 1046 |
| Para los censos de 1962 a 1999 la población legal corresponde a la población sin duplicidades (Fuente: INSEE [Consultar]) |     |     |     |     |     |      |